# Polygonatum chingshuishanianum
Polygonatum chingshuishanianum är en sparrisväxtart som beskrevs av Shao Shun Ying. Polygonatum chingshuishanianum ingår i släktet ramsar, och familjen sparrisväxter. Inga underarter finns listade i Catalogue of Life.